# Sher Shah Suri
Pour les articles homonymes, voir Sher, Shere Khan et Suri (homonymie).
Sher Shah Suri (1486 - 1545) (pachto : شير شاہ سوري, Šer Šāh Sūrī), de son vrai nom Fahrid Khan aussi dénommé Sher Khan, était un roi pachtoune, fils de Hasan Khan, chef de clan. Sher Shah Suri fut le troisième padichah (empereur) de l'Inde et le fondateur de l'empire suri.

## Le combattant
Fahrid Khan, en conflit avec la deuxième épouse de son père, s'enfuit de Sasaram, la capitale du fief familial. En 1522, il entre au service de Bahar Khan Lohani, le maître du Bihar, qui lui donne le nom de Sher Khan après qu'il a tué un tigre à mains nues. Il quitte cependant ce maître, victime d'un complot, et s'engage auprès de Babur qu'il sert d'avril 1527 à juin 1528, et qui le remercie pour services rendus en le restaurant dans ses droits sur Sasaram.
Fahrid Khan retourne alors au Bihar dont il devient le véritable maître. Mahmud Shah, le nabab du Bengale, inquiet de l'ascension de Sher Khan fait alliance avec les armées des Lohani, mais Fahrid Khan est victorieux à la bataille de Surajgarh en 1534. Profitant qu'Humayun soit occupé par une campagne militaire au Goujerat contre Bahadur, il marche sur Gaur, la capitale de Mahmud Shah qui lui accorde des terres pour mettre fin à la guerre. Grandi par cette victoire, il est rejoint par des armées afghanes de Bahadur qui trouvent en lui le chef qui leur manquait. En octobre 1537, il entre au Bengale, et décidé à se l'approprier de façon permanente, met le siège devant Gaur. Humayun, victorieux, retourne à Agra et perd un temps précieux avant de réaliser la menace que représente la campagne de Sher Shah Suri. Il se met en marche en décembre, mais au lieu de se rendre à Gaur, met le siège devant Chunar qui résistera 6 mois permettant à Fahrid Khan de mettre ce précieux temps à profit pour prendre Gaur qui tombe en avril 1538.
Mis en échec au Bihar, Humayun prend la route du Bengale, mais Fahrid Khan évite l'affrontement, retourne au Bihar pour réduire les derniers territoires tenus par les Moghols et se déplace vers l'ouest jusqu'à Kanauj en pillant les régions traversées. Humayun qui perdait du temps à Gaur, apprend l'expédition de Sher Shah Suri, quitte le Bengale pour Agra avant que son retour ne devienne impossible, mais subit, à Chaunsa près de Buxar, une lourde défaite en juin 1539. Il ne doit la vie qu'à un batelier du Gange qui le recueille après qu'il s'est enfui en plongeant dans le fleuve. Après cette victoire, Fahrid Khan est le véritable maître du territoire qui s'étend de Kanauj à l'ouest à l'Assam à l'est, et des Himalaya au nord jusqu'au Jharkhand et au golfe du Bengale au sud.
Il installe son pouvoir en prenant le titre Sher Shah et en faisant frapper monnaie à son nom. L'année suivante, Humayun tente de récupérer son pouvoir, mais son armée, démoralisée et mal dirigée, est battue à plate couture le 17 mai 1540 à la bataille de Kanauj, et Humayun doit s'exiler pour une quinzaine d'années. La conquête de l'Hindoustan par Babur devient de l'histoire ancienne et les Afghans en sont de nouveau les maîtres. Sher Shah Suri réduit aussi les Gakkar du Pendjab et doit mater la rébellion du gouverneur du Bengale. Il est parvenu à vaincre les Moghols après avoir instauré dans son armée une discipline militaire égalitaire. Il mobilise des ressources énormes et parvient à agrandir l’Empire, qu'il réorganise pour mieux le contrôler en le découpant en districts avec, à leur tête, des hommes sûrs qui ne sont responsables que devant lui. Il fait édifier une nouvelle ville à Delhi et réorganise les finances (abolition des taxes vexatoires et de douanes intérieures). Il associe les fonctionnaires hindous à l’administration. Ses réformes agraires sont encore à la base du système actuel. Il fait construire des routes.
Par les armes et la ruse, il soumet les Rajputs d'Ajmer au mont Abu et met le siège devant Kalinjar dans le Bundelkhand. Durant le siège, il est tué le 22 mai 1545 par l'explosion accidentelle d'une réserve de poudre.

## L'organisateur
Sher Shah Suri est souvent considéré comme le véritable responsable de l'implantation de l'islam en Inde. Il installe une administration efficace, fortement centralisée, divise son empire en 47 provinces appelées sarkars, chacune subdivisée en plusieurs districts plus petits appelés paraganas. Chaque paragana possède son propre groupe d'officiers que Sher Shah fait transférer tous les deux ou trois ans afin de prévenir l'irruption d'un pouvoir local fort. Après un inventaire de ses terres, il fixe avec les paysans le revenu de leur terre, habituellement le quart ou le tiers de la récolte à payer en nature ou en espèces. Des remises sont accordées en cas de mousson insuffisante ou de ravages effectués sur les récoltes par la soldatesque.
Il réforme la monnaie et les taxes pour favoriser le commerce et la circulation des marchandises et, dans le même but, crée des routes, comme la Grand Trunk Road qui mène du Bengale oriental aux rives de l'Indus, ou en améliore d'autres, ce qui profite aussi aux armées en campagne. Il fait planter le bord des routes d'arbres pour fournir de l'ombre et construire des sérails, à intervalles réguliers, qui servent aussi de relais de poste et pour la récolte de renseignements. La police est réorganisée et le principe du traitement local des crimes est établi.
Sous son administration, la justice est indifférente au rang social, certains membres de sa famille connaissent d'ailleurs les foudres de la loi. Pieux musulman, il traite cependant les hindous avec respect. Enfin, il fait preuve d'un goût architectural certain dont son mausolée à Sasaram offre toujours la preuve.
Finalement, Sher Shah Suri a posé les bases solides d'un État, mais n'engendrera pas une dynastie véritable pour en jouir. Les empereurs moghols seront les grands bénéficiaires de ses réalisations et de son esprit visionnaire.

## Postérité
Le tombeau de Sher Shah Suri est situé à Sasaram, chef-lieu du district de Rohtas, dans l'État de Bihar, en Inde.